# Ornatoscalpellum stroemi
Ornatoscalpellum stroemi är en kräftdjursart som beskrevs av Michael Sars 1859. Ornatoscalpellum stroemi ingår i släktet Ornatoscalpellum, och familjen Scalpellidae. Enligt den svenska rödlistan är arten sårbar i Sverige. Arten förekommer i Götaland. Artens livsmiljö är havet.